# Margaret Douglas
Pour la comtesse de Douglas (1432-1476), voir Margaret Douglas de Galloway.
Margaret Douglas, comtesse de Lennox (8 octobre 1515 - 7 mars 1578), est la fille de la reine douairière d'Écosse Marguerite Tudor et de son second mari, Archibald Douglas, 6e comte d'Angus. Dans sa jeunesse, elle est fort en faveur auprès de son oncle, Henri VIII d'Angleterre, mais provoque deux fois la colère du roi : d'abord pour ses fiançailles secrètes avec Lord Thomas Howard (en), qui meurt à la Tour de Londres en 1537, puis pour sa liaison en 1540 avec le neveu de Thomas Howard, Sir Charles Howard (en), frère de la cinquième épouse d'Henri, Catherine Howard. Le 6 juillet 1544, elle épouse Matthew Stewart, 4e comte de Lennox, l'un des hommes les plus puissants d'Écosse. Son fils, Henry Stuart, Lord Darnley, épouse la reine Marie Ire d'Écosse, et est le père du roi Jacques VI d'Écosse et Ier d'Angleterre.

## Biographie

### Jeunesse

Arbre généalogique montrant la place de Margaret Douglas au sein des familles Tudor et Stuart.

Margaret est née au château de Harbottle dans le Northumberland le 7 octobre 1515. Sa mère avait franchi la frontière tandis que son père affrontait des troubles en Écosse. En octobre 1528, le comte d'Angus est menacé par Jacques V d'Écosse et renvoie Margaret en Angleterre au château de Norham . Après un bref séjour au château de Berwick avec sa gouvernante Isobel Hoppar, Margaret rejoint la maison de son parrain, le cardinal Wolsey. Quand il meurt en 1530, Lady Margaret est invitée au palais royal de Beaulieu . Grâce à sa proximité avec la couronne, elle est élevée à la cour avec sa cousine la princesse Marie, les deux femmes resteront amies toute leur vie. Même quand son père se réfugie en Angleterre de mai 1529 jusqu'en 1542, Margaret ne vient pas vivre avec lui et reste à la cour.
Quand le roi épouse Anne Boleyn, Margaret devient une de ses dames d'honneur. Elle rencontre alors l'oncle de la reine, Lord Thomas Howard (à ne pas confondre avec son frère aîné, Thomas Howard, 3e duc de Norfolk), fils cadet de Thomas Howard, 2e duc de Norfolk, et de sa seconde épouse, Agnès Tilney,,. À la fin de l'année 1535, Thomas et Margaret, très épris l'un de l'autre, sont secrètement fiancés ,.
Le roi Henri fait exécuter Anne Boleyn en mai 1536. Il est furieux quand il apprend l'engagement secret de sa nièce en juillet de la même année. En effet, il avait proclamé ses filles, Marie et Élisabeth, bâtardes. Margaret se trouvant donc très haut dans l’ordre de succession, le fait qu'elle se soit fiancée sans autorisation, qui plus est avec un parent de la reine déchue, constitue un scandale politique retentissant. Le couple est immédiatement enfermé à la tour de Londres. Le 18 juillet 1536, le Parlement condamne Thomas à mort. Il interdit également le mariage d'un membre de la famille du roi sans sa permission . Thomas est épargné, mais reste à la Tour même après que Margaret ait mis fin à leur relation. Il y mourut le 31 octobre 1537.
Margaret était tombée malade durant son emprisonnement, et le roi l'autorisa à s'installer à l'abbaye de Syon sous la surveillance de l’abbesse. Elle est libérée le 29 octobre 1537 ,. D'après l'ouvrage de l'historien G.J. Meyer, The Tudors, Henri VIII avait interprété les fiançailles comme une tentative de Lord Howard de "se faire roi d'Angleterre.". Cependant, les nombreuses lettres d'amour du couple révèlent une véritable histoire d'amour brutalement arrêtée par la paranoïa du roi.
En 1539, Margaret et la duchesse de Richmond sont choisies pour accueillir la nouvelle reine, Anne de Clèves, au palais de Placentia, lui présenter sa suite et la conduire au roi. Cela aurait été un grand honneur, mais Henri décide finalement de la rejoindre à Rochester.
En 1540, Margaret tombe encore en disgrâce après sa liaison avec le neveu de Thomas Howard, Charles Howard, fils du demi-frère aîné de Thomas, Lord Edmund Howard, et frère de la nouvelle épouse d'Henri VIII, Catherine Howard,.
En 1543, elle est l'un des rares témoins du dernier mariage du roi avec Catherine Parr, à Hampton Court. Margaret connaît bien la nouvelle reine, dont elle devient la dame d'honneur, puisqu'elle sont toutes deux arrivées à la cour dans les années 1520 .

### Mariage et diplomatie

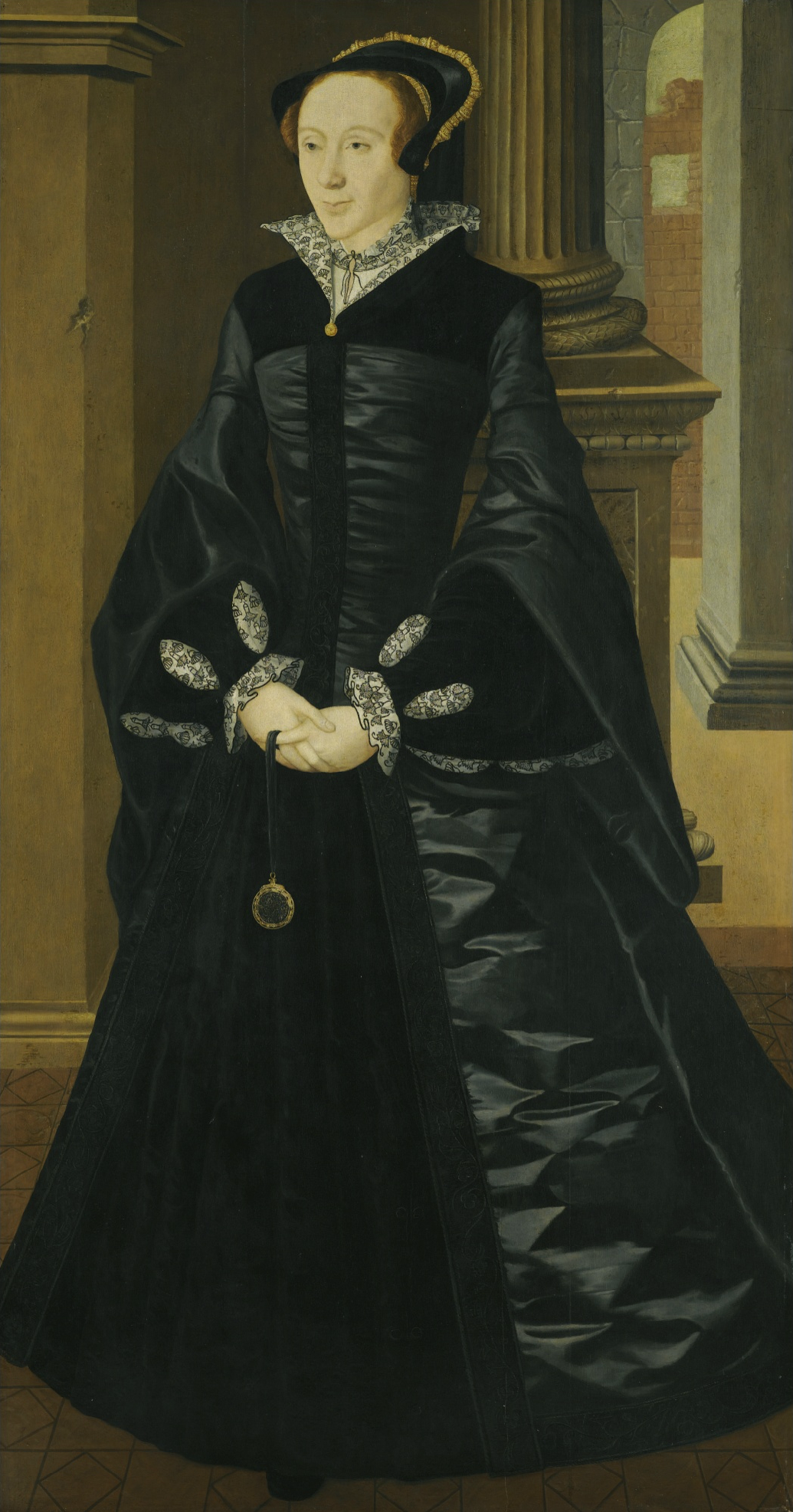
Margaret Douglas vers 1546.

En 1544, Margaret épouse un exilé écossais, Matthew Stewart, 4e comte de Lennox (1516-1571). Le couple a huit ou neuf enfants, mais seuls deux fils, Henry Stuart (1546-1567) et Charles Stuart (1555-1576) atteignent l'âge adulte. L'un de leur frère, né en 1556, s'appelait Philippe, probablement d'après le roi Philippe II d'Espagne, époux de la reine Marie Ire d'Angleterre.
En juin 1548, durant le Rough Wooing, le père de Margaret, le comte d'Angus, lui écrit pour lui annoncer que son demi-frère George Douglas et d'autres membres de sa famille ont été capturés au palais de Dalkeith. Il espérait que le couple pourrait s'assurer que les prisonniers serait bien traités. Le comte de Lennox envoya cette lettre au duc de Somerset, commentant que son beau-père aurait mieux fait de ne pas demander l'aide des autres. Margaret écrivit à son père du château de Wressle en mars 1549, se plaignant qu'il avait tout fait pour éviter de rencontrer son mari, et lui demandant de faire la paix de façon honorable en reconnaissant son mariage, rajoutant « what a memorial it should be to you ! ».
Durant le règne de Marie Ire, la comtesse dispose d'un appartement au palais de Westminster. En novembre 1553, la reine confie à l'ambassadeur d'Espagne Simon Renard que Margaret était la plus apte à lui succéder. Aux funérailles de la reine en décembre 1558, elle menait le cortège. À l'accession d'Élisabeth Ire, elle se retira dans le Yorkshire où sa maison de Temple Newsam devient le point de ralliement du parti catholique.
La comtesse réussit à marier son fils aîné, Lord Darnley, à sa cousine la reine Marie Ire d'Écosse, réunissant ainsi leurs prétentions au trône anglais. La reine Élisabeth désapprouvait ce mariage et envoya Margaret à la tour de Londres en 1566, mais elle est libérée l'année suivante, après l'assassinat de son fils. Elle accuse alors sa belle-fille d'avoir participé au complot, mais les deux femmes finirent par se réconcilier. Son mari prend en main le gouvernement de l'Écosse en 1570 en tant que régent, mais il est assassiné en 1571. En 1574, elle provoque à nouveau la colère de la reine Élisabeth en mariant Charles, son fils cadet, à Elizabeth Cavendish, fille de Sir William Cavendish et Bess de Hardwick, et belle-fille du comte de Shrewsbury. Contrairement à la comtesse de Shrewsbury, elle est à nouveau envoyée à la Tour, mais est pardonnée et libérée après la mort de son fils en 1576.
L'activité diplomatique de Margaret a largement contribué à l'accession au trône d'Angleterre de son petit-fils, Jacques VI d'Écosse et Ier d'Angleterre.

### Mort et postérité

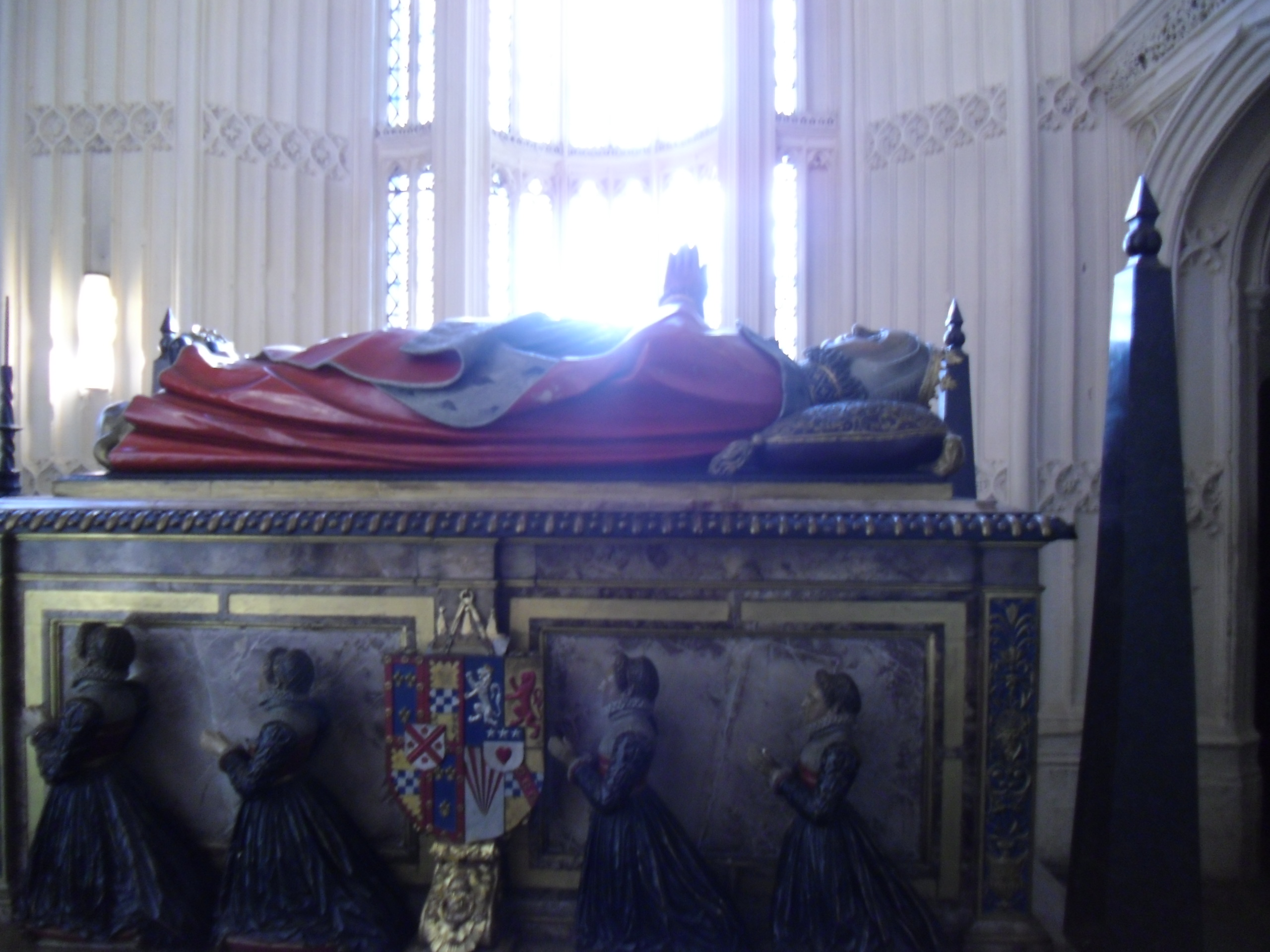
La tombe de Margaret Douglas à l'abbaye de Westminster.

Après la mort de son fils, elle prend en charge l'éducation de sa petite-fille, Lady Arbella Stuart. Cependant, elle ne lui survit pas très longtemps. Quelques jours avant sa mort le 7 mars 1578, elle avait dîné avec Robert Dudley, comte de Leicester, et des rumeurs prétendirent qu'elle avait été empoisonnée. Il n'y a aucune preuve historique pouvant le confirmer.
Bien qu'elle soit morte endettée, elle eut des funérailles grandioses, aux frais de la reine Élisabeth, à l'abbaye de Westminster, avec un cortège de cent mendiantes. Elle est inhumée dans la même tombe que son fils Charles dans l'aile sud de la chapelle d'Henri VII. Il a été dit que c'est son petit-fils qui a érigé le monument, mais il a été en réalité commandé en octobre 1578 par son exécuteur testamentaire et ancien serviteur Thomas Fowler.

## Poésie
Margaret Douglas est aussi connue pour ses poèmes. La plupart de ses œuvres étaient destinées à son amant, Lord Thomas Howard, et sont compilées dans le Devonshire manuscript, avec celles de ses amies Mary Shelton et la duchesse de Richmond, ainsi que celles d'Henry Howard, comte de Surrey, et de Thomas Wyatt.